# Schwarzer Schildlaus-Marienkäfer
Der Schwarze Schildlaus-Marienkäfer (Exochomus nigromaculatus, Syn.: Exochomus flavipes) ist ein Käfer aus der Familie der Marienkäfer, Unterfamilie Chilocorinae.

## Merkmale
Die Käfer erreichen eine Länge von 3,2 bis zu 4 Millimetern und haben einen runden glänzenden Körper. Die Deckflügel, Halsschild und der Kopf sind schwarz gefärbt, am Rand des Halsschildes sind zwei orangefarbene Punkte, die Punkte gehen bis zum Kopf. Frisch geschlüpfte Tiere sind rot, nehmen aber nach 24 Stunden ihre eigentliche Färbung an.

## Vorkommen
Die Art ist in Europa verbreitet. Sie kommen nur auf trockenen Heiden vor. Die Käfer werden in den Roten Listen der deutschen Bundesländer in der Kategorie 2 als „stark gefährdet“ bzw. in der Kategorie 3 als „gefährdet“ eingestuft. Grund dafür ist die Einschränkung der Lebensräume der Marienkäfer.

## Lebensweise und Ernährung
Die Schwarzen Schildlaus-Marienkäfer sind oft Einzelgänger und treffen sich nur zur Paarung mit anderen Käfern ihrer Art. Die Entwicklung vom Ei bis zum adulten Käfer dauert unter Laborbedingungen bei einer Temperatur von 20 °C durchschnittlich 22,4 Tage, bei 35 °C reduziert sich dieser Zeitraum auf durchschnittlich 10,6 Tage. Der gesamte Lebenszyklus verkürzt sich bei höheren Temperaturen. Die Lebenserwartung von Weibchen des Schwarzen Schildlaus-Marienkäfers beträgt bei 20 °C durchschnittlich 120,7 Tage, bei 35 °C nur 46,6 Tage. Das Wachstum einer Population ist bei einer Temperatur von 30 °C am größten.
Die Schwarzen Schildlaus-Marienkäfer ernähren sich hauptsächlich von Schildläusen. Die Mehlige Pflaumenblattlaus (Hyalopterus pruni), eine Art aus der Familie der Röhrenblattläuse, besiedelt ebenfalls Pflanzen im Lebensraum des Schwarzen Schildlaus-Marienkäfers und dient diesem als Nahrung. Diese Pflanzenlaus lebt aber auch als Schädling auf Pflaumen- und Aprikosenbäumen. Im Biologischen Pflanzenschutz wird daher der Schwarze Schildlaus-Marienkäfer zur Bekämpfung dieser Schädlinge eingesetzt.

## Systematik
Der Schwarze Schildlaus-Marienkäfer gehört innerhalb der Unterfamilie Chilocorinae zur Tribus Chilocorini. Innerhalb der Gattung Exochomus wird sie zur Untergattung Exochomus, also zu Exochomus im engeren Sinne gezählt.

## Belege